# Brus
Pour les articles homonymes, voir Brus (homonymie).
Brus (en serbe cyrillique : Брус) est une ville et une municipalité de Serbie situées dans le district de Rasina. Au recensement de 2011, la ville comptait 4 572 habitants et la municipalité dont elle est le centre 16 293.

## Géographie

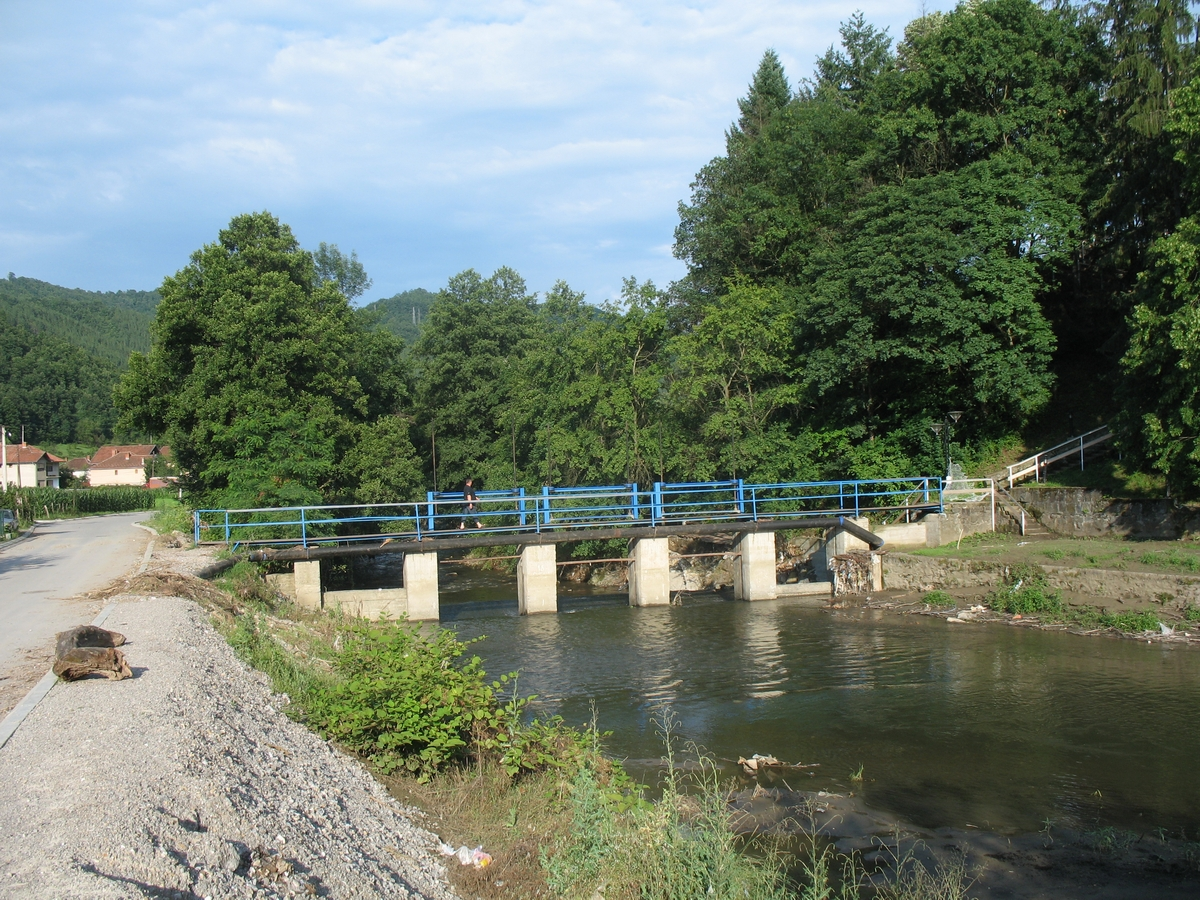
Pont sur la Rasina à Brus

La ville de Brus est située à environ 250 km de Belgrade, sur les contreforts orientaux des monts Kopaonik à une altitude de 829 m. La ville se trouve sur les bords de la Rasina et au carrefour des routes qui mènent à Kruševac, Aleksandrovac, Jošanička Banja et Vrnjačka Banja.

## Histoire
La municipalité de Brus conserve des vestiges datant des Illyriens, des Romains et des premiers peuplements slaves. Au Moyen Âge, la région fit partie des possessions de Stefan Nemanja et de ses successeurs, puis, aux XIVeet XVe siècles, à l'époque du despotat de Serbie, l'exploitation des mines des monts Kopaonik y attira de nouveaux habitants. De cette époque minière subsistent des traces à Zaplanina, Vojetik, Đerekari, Brzeće et Livađe. La forteresse de Koznik, ainsi que les monastères de Lepenac et de Milentija, témoignent encore aujourd'hui de l'importance de cette région à l'époque médiévale. Au XVe siècle, la région de Brus, comme la plus grande partie de la Serbie passa sous le contrôle des Ottomans.
À l'époque du premier soulèvement serbe contre les Turcs, en 1807 et 1808, la municipalité de Brus fut le théâtre de plusieurs combats. Ce premier soulèvement, suivi d'un second en 1815, déboucha sur l'autonomie de la principauté de Serbie, officiellement reconnue par la Sublime Porte en 1830. La ville de Brus, quant à elle, fut fondée en 1833, par le prince Miloš Obrenović, comme un bastion militaire destiné protéger le secteur contre les Ottomans ; le prince y fit construire l'église de la Sainte-Transfiguration en 1836. La première école y fut créée en 1848, sous le règne du prince Alexandre Karađorđević et, en 1871, le prince Milan Obrenović octroya à Brus le statut de ville'.
Pendant la Première Guerre mondiale, en 1916, le roi Pierre Ier, à la tête de l'armée serbe qui se repliait vers l'Albanie, passa par la ville. Pendant la Seconde Guerre mondiale, en 1942, la division Prinz Eugen, appuyée par les Bulgares, incendia le village de Kriva Reka ; 200 personnes furent tuées et une centaine emmenées dans des camps de prisonniers. En août 1944, la municipalité fut le théâtre d'une importante bataille qui eut lieu à Mramor. 

## Localités de la municipalité de Brus

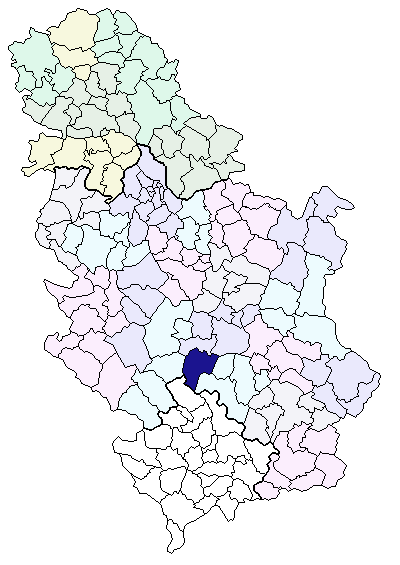
Localisation de la municipalité de Brus en Serbie

La municipalité de Brus compte 58 localités :
| - Batote - Belo Polje - Blaževo - Bogiše - Bozoljin - Boranci - Botunja - Brđani - Brzeće - Brus - Budilovina - Velika Grabovnica - Vitoše - Vlajkovci - Gornje Leviće | - Gornji Lipovac - Grad - Gradac - Graševci - Domiševina - Donje Leviće - Donji Lipovac - Drenova - Drtevci - Dupci - Đerekari - Žarevo - Žilinci - Žiljci - Žunje | - Zlatari - Igroš - Iričići - Kneževo - Kobilje - Kovizla - Kovioci - Kočine - Kriva Reka - Lepenac - Livađe - Mala Vrbnica - Mala Grabovnica - Milentija - Osredci | - Paljevštica - Ravni - Ravnište - Radmanovo - Radunje - Razbojna - Ribari - Stanulovići - Strojinci - Sudimlja - Tršanovci - Čokotar - Šošiće |

Brus est officiellement classée parmi les « localités urbaines » (en serbe : градско насеље et gradsko naselje) ; toutes les autres localités sont considérées comme des « villages » (село/selo).

## Démographie

### Ville

#### Évolution historique de la population dans la ville
| 1948 | 1953  | 1961 | 1971  | 1981  | 1991  | 2002  | 2011  |
| ---- | ----- | ---- | ----- | ----- | ----- | ----- | ----- |
| 769  | 1 223 | 940  | 2 434 | 3 406 | 4 558 | 4 653 | 4 572 |

### Municipalité

#### Évolution historique de la population dans la municipalité
| 1948   | 1953   | 1961   | 1971   | 1981   | 1991   | 2002   | 2011   |
| ------ | ------ | ------ | ------ | ------ | ------ | ------ | ------ |
| 23 491 | 25 585 | 25 606 | 24 581 | 22 679 | 21 131 | 18 764 | 16 293 |

## Politique
À la suite des élections locales serbes de 2008, les 45 sièges de l'assemblée municipale de Brus se répartissaient de la manière suivante :
| Parti                        | Sièges |
| ---------------------------- | ------ |
| Nouvelle Serbie              | 20     |
| Parti radical serbe          | 9      |
| Parti démocratique de Serbie | 8      |
| Parti démocratique           | 8      |

Zoran Šljivić, membre du parti Nouvelle Serbie de Velimir Ilić, a été élu président (maire) de la municipalité ; il avait établi une liste commune avec le Parti démocratique de Serbie de Vojislav Koštunica.

## Tourisme

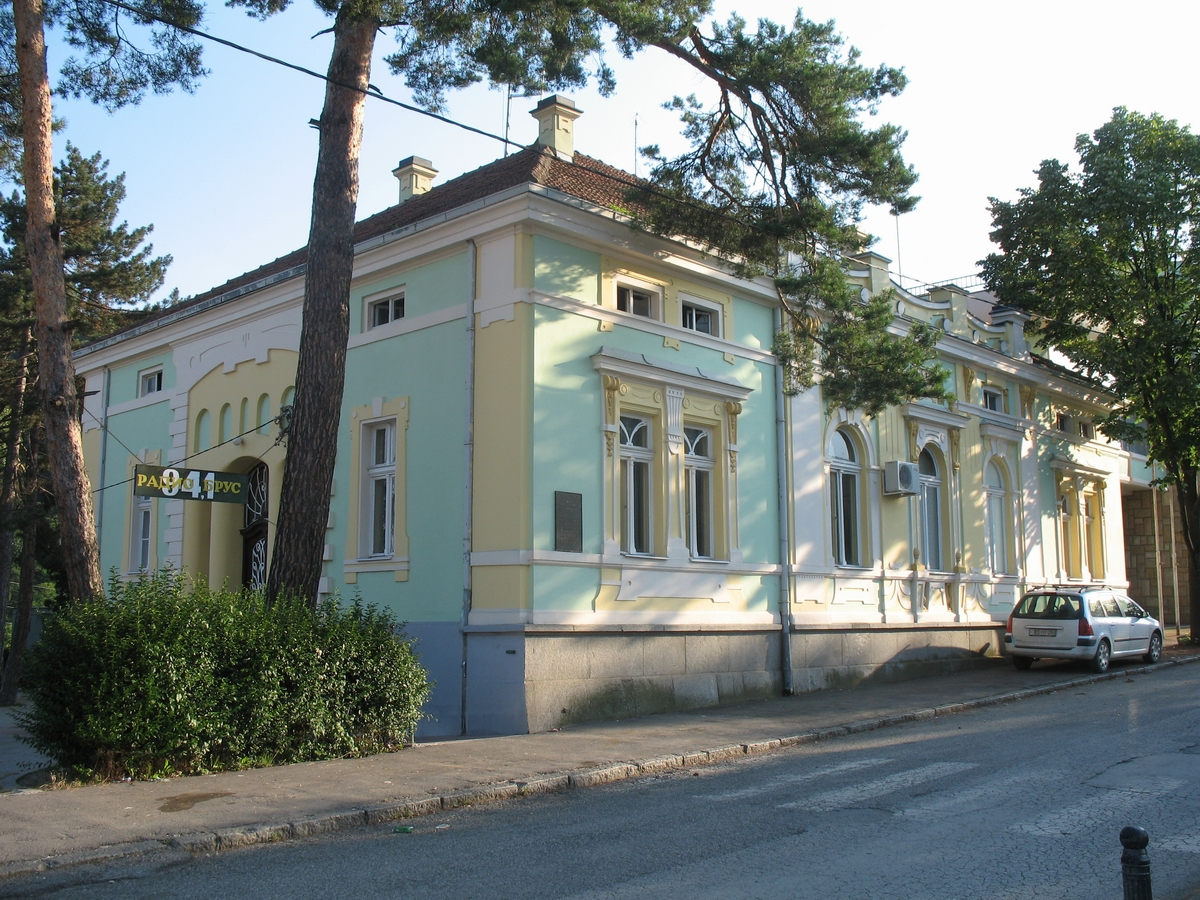
Une maison ancienne à Brus

En raison de la proximité des monts Kopaonik, la municipalité de Brus a récemment connu un important développement touristique. Parmi les sites culturels, on peut signaler le monastère de Lepenac (XVe siècle), les ruines du monastère de Milentija (XIVe siècle), la ville fortifiée de Koznik, ou encore, à Brus, l’église sv. Preobraženja, construite en 1836.

## Coopération internationale
- Berovo (Macédoine)[7]